# Herbert Strienitz
Herbert Strienitz (* 18. Februar 1921 in Schlettau) ist ein ehemaliger deutscher Gewerkschafter. Er war Vorsitzender des Zentralvorstandes der Industriegewerkschaft Wismut im Freien Deutschen Gewerkschaftsbund (FDGB).

## Leben
Strienitz, Sohn einer Arbeiterfamilie, besuchte die Volks- und die Berufsschule sowie das Bergtechnikum. Er absolvierte eine Lehre als kaufmännischer Angestellter und arbeitete im Beruf. 1940 wurde er zum Kriegsdienst in die Wehrmacht eingezogen. Er geriet in britische Kriegsgefangenschaft.
1945/46 war er als Bahnarbeiter bei der Deutschen Reichsbahn tätig. 1945 trat er dem FDGB und der Sozialdemokratischen Partei Deutschlands bei, 1946 wurde er Mitglied der Sozialistischen Einheitspartei Deutschlands. Von 1946 bis 1948 war er Mitarbeiter der Sozialversicherung in Annaberg-Buchholz, von 1948 bis 1956 war er Mitarbeiter der SDAG Wismut sowie Funktionär des Zentralvorstandes der IG Wismut und zeitweise Vorsitzender des Kreisvorstandes der IG Wismut. Von 1956 bis 1958 studierte Strienitz an der Gewerkschaftshochschule „Fritz Heckert“ in Bernau bei Berlin. Von 1958 bis 1966 war er stellvertretender Vorsitzender und von November 1966 bis September 1985 Vorsitzender des Zentralvorstandes der IG Wismut im FDGB. Er schied auf eigenen Wunsch aus seiner Funktion. Gleichzeitig war er Mitglied des Sekretariats der SED-Gebietsleitung Wismut. Von 1968 bis 1987 gehörte er als Mitglied dem FDGB-Bundesvorstand an.  
Von 1958 bis 1986 war er zudem Abgeordneter des Bezirkstages Karl-Marx-Stadt.

## Auszeichnungen
- Vaterländischer Verdienstorden in Bronze (1969)
- Orden Banner der Arbeit Stufe I (1975)